# Ibn asz-Szatir
Ibn asz-Szatir (arab. ‏ابن الشاطر‎; ur. 1304, zm. 1375 tamże) – syryjski astronom i muwakkit związany z Meczetem Umajjadów, zaliczony do najważniejszych XIV-wiecznych muzułmańskich astronomów. Autor teorii planet, której część rozwiązań pokrywa się z rozwiązaniami zawartymi w dziele O obrotach sfer niebieskich Mikołaja Kopernika.